# Срджан Пецель
Срджан Пецель (босн. Srđan Pecelj, нар. 12 березня 1975, Мостар, СФРЮ) — югославський і боснійський футболіст, центральний захисник збірної Боснії і Герцеговини в 2001 році.

## Клубна кар'єра
Пецель розпочав свою кар'єру в юнацькій команді «Вележ», за який він грав у дорослій команді в сезоні 1991/92 років. Потім він переїхав до столиці, щоб виступати за «Црвену Звезду». Але, не отримуючи ігрової практики, в наступному сезоні він перебрався в інший клуб з Белграда, «Желєзнік». У 1994 році Пецель зробив великий крок вперед, перейшовши в «Барселону», але зміг закріпитися лише в резервній команді іспанського суперклубу. Тоді він повернувся до Югославії, де відіграв два сезони за «Црвену Звезду» і «Чукарички». Потім він переїхав до Греції, щоб відіграти два роки за «Паніліакос». У 2001 році Пецель відіграв один сезон в російському «Соколі» з Саратова. Дебютував у саратовському «Соколі» 11 серпня 2001 року в переможному (2:1) домашньому поєдинку 21-го туру російської Прем'єр-ліги проти московського «Динамо». Срджан вийшов на поле в стартовому складі, а на 65-ій хвилині його замінив О.Мусін. У РПЛ зіграв 9 матчів (та 2 матчі в першості дублерів), ще 2 поєдинки провів у кубку Росії. У 2002 році переїхав до Японії, в «Симідзу С-Палс». Далі він перебрався в хорватський «Інтер» з Запрешича, а потім в австрійський клуб «Адміра Ваккер». Другу половину сезону 2007/08 року він провів в «Швадорф 1936», а з літа 2008 року знову грав за «Інтер» (Запрешич). Після двох сезонів він переїхав у «Новаль», а завершив кар'єру в словенському «Рударі».

## Кар'єра в збірній
Пецель зіграв 5 матчів за національну команду Боснії та Герцеговини в 2001 році.

## Особисте життя
Його брат - Мілян Пецель також футболіст, більшу частину кар'єри провів у чемпіонатах Боснії і Герцеговини і Хорватії.

## Статистика
| Клубні виступи | Клубні виступи | Клубні виступи | Ліга  | Ліга | Кубок            | Кубок            | Кубок ліги      | Кубок ліги      | Загалом | Загалом |
| Сезон          | Клуб           | Ліга           | Матчі | Голи | Матчі            | Голи             | Матчі           | Голи            | Матчі   | Голи    |
| Японія         | Японія         | Японія         | Ліга  | Ліга | Кубок Імператора | Кубок Імператора | Кубок Джей-ліги | Кубок Джей-ліги | Загалом | Загалом |
| -------------- | -------------- | -------------- | ----- | ---- | ---------------- | ---------------- | --------------- | --------------- | ------- | ------- |
| 2002           | Сімідзу С-Палс | Джей-ліга      | 7     | 2    | 1                | 0                | 4               | 0               | 12      | 2       |
| Країна         | Японія         | Японія         | 7     | 2    | 1                | 0                | 4               | 0               | 12      | 2       |
| Загалом        | Загалом        | Загалом        | 7     | 2    | 1                | 0                | 4               | 0               | 12      | 2       |

## Титули і досягнення
- Володар Кубка Югославії (3):

«Црвена Звезда»: 1992-93, 1995-96, 1998-99
- Володар Суперкубка Японії (1):

«Сімідзу С-Палс»: 2002